# کولیکول
کولیکول (به قزاقی: Kulykol) یک دریاچه در قزاقستان است.